# Dirk Bierbaß
Dirk Bierbaß (* 27. November 1966 in Halle (Saale)) ist ein deutscher Autor und Lyriker.
Bierbaß lebt in Halle/Saale und war in verschiedenen Berufen tätig, was sich auch in seinen literarischen Texten widerspiegelt, die von einem für ihn ganz typischen lakonischen Realismus geprägt sind.
Darüber hinaus arbeitete er für den Hörfunk, als Texter und Dramaturg, als Redakteur und Herausgeber.  Bierbaß ist u. a. Teil des Halleschen Dichterkreises. Viele seiner Texte erschienen in Zeitschriften, auch international.

## Werke
- Sackgesicht, Gedichte, Verlag Blaue Äpfel Magdeburg, 1997, ISBN 3-930781-13-1
- Ausschankschluss, Gedichte, dr.ziethenverlag Oschersleben, 2003, ISBN 3-935358-45-8